# X-Men: Ewolucja
X-Men: Ewolucja (oryg. X-Men: Evolution) – amerykański superbohaterski serial animowany z 2000 roku na podstawie serii komiksów o drużynie superbohaterów o tej samej nazwie wydawnictwa Marvel Comics. Twórcami serialu byli Marty Isenberg i Robert Skir; Boyd Kirkland pełnił funkcję showrunnera, a Bob Forward nadzorował pracę nad scenariuszem. W oryginalnej wersji językowej głównym postaciom głosów użyczyli: David Kaye, Scott McNeil, Kirsten Williamson, Kirby Morrow, Venus Terzo, Brad Swaile, Maggie Blue O’Hara, Meghan Black, Neil Denis, Colleen Wheeler, Noel Fisher, Michael Dobson, Richard Ian Cox, Christopher Judge, Michael Kopsa i Kelly Sheridan.
Serial opowiada o nastolatkach próbujących dopasować się do otaczającego ich świata. Posiadając niezwykłe zdolności wskutek mutacji genetycznych, stawiają czoła trudnościom, równocześnie natrafiając na różne zagrożenia, które spotykają przeciętnych nastolatków. Opiekuje się nimi profesor Charles Xavier, mutant, który uczy ich używania swoich mocy dla czynienia dobra i ochrony wszystkich ludzi.
X-Men: Ewolucja zadebiutował 4 listopada 2000 roku w Stanach Zjednoczonych na antenie The WB w paśmie Kids’ WB. Serial zakończono po czterech sezonach. Wyemitowane zostały 52 odcinki, a ostatni – 25 października 2003 roku. W Polsce emitowany był na kanale Cartoon Network.

## Obsada

### Główne role
- David Kaye jako Charles Xavier / Profesor X[2][3][4] oraz En Sabah Nur / Apocalypse[5]
- Scott McNeil jako Logan / Wolverine[2][3][4]
- Kirsten Williamson jako Ororo Munroe / Storm[2][3][4]
- Kirby Morrow jako Scott Summers / Cyclops[2][3][4]
- Venus Terzo jako Jean Grey[2][3][4]
- Brad Swaile jako Kurt Wagner / Nightcrawler[2][3][4]
- Maggie Blue O’Hara jako Katherine „Kitty” Pryde / Shadowcat[2][3]
- Meghan Black jako Rogue[2][3][4]
- Neil Denis jako Evan Daniels / Spyke[2][3][4]
- Colleen Wheeler jako Raven Darkholme / Mystique[2][3]
- Christopher Grey jako Lance Alvers / Avalanche[2][3][4]
- Noel Fisher jako Todd Tolansky / Toad[2][3][4]
- Michael Dobson jako Fred J. Dukes / Blob[2][3][4] oraz Caliban[5]
- Richard Ian Cox jako Pietro Maximoff / Quicksilver[2][3][4]
- Christopher Judge jako Erik Lensherr / Magneto[2][3][4]
- Michael Kopsa jako Henry „Hank” McCoy / Beast[6][3]
- Kelly Sheridan jako Wanda Maximoff / Scarlet Witch[6][3]

### Role drugoplanowe
- Vincent Gale jako Duncan Matthews[2]
- Michael Donovan jako Victor Creed / Sabretooth[2][4], prezydent[5]
- Matt Hill jako Alex Masters / Havok[2]
- Nicole Oliver jako Risty Wilde[6][3]
- Dale Wilson jako Edward Kelly[6]
- Megan Leitch jako Tabitha Smith / Boom Boom[6]
- Trevor Devall jako Stone[6], John Allerdyce / Pyro[5]
- Alexandra Carter jako Amara Aquilla / Magma[6][3]
- Chantal Strand jako Rahne Sinclair / Wolfsbane[6][3]
- Chiara Zanni jako Jubilation Lee / Jubilee[6][3]
- Tony Sampson jako Ray Crisp / Berserker[6][3]
- Bill Switzer jako Samuel Guthrie / Cannonball[6][3]
- Andrew Francis jako Robert „Bobby” Drake / Iceman[6][3]
- David A. Kaye jako Jamie Madrox / Multiple[6][3]
- Jim Byrnes jako Nick Fury[6]
- Ron Halder jako Mesmero[6]
- Moneca Stori jako Amanda Sefton[6]
- Michael Coleman jako Roberto „Bobby” DaCosta / Sunspot[6]
- Michael Adamthwaite jako Piotr Rasputin / Colossus[5]
- Alessandro Juliani jako Remy LeBeau / Gambit[5]

### Role gościnne
- Ellen Kennedy jako Irene Adler / Destiny[2]
- Paul Dobson jako Cain Marko / Juggernaut[2]
- Gabe Khouth jako Webber Torque / Arcade[6]
- Mark Hildreth jako Warren Worthington III / Angel[6]
- Blu Mankuma jako Hungan[6]
- Alvin Sanders jako Mirambo[6], pan Sefton[5]
- Colin Murdock jako Chop-Shop Boss[6]
- Sam Vincent jako Forge[6]
- Pauline Newstone jako Agatha Harkness[6]
- John Novak jako Bolivar Trask[6]
- David Hayter jako Steve Rogers / Kapitan Ameryka[7]
- Cathy Weseluck jako Eaton[5]
- Ted Cole jako Spear[5]
- Saffron Henderson jako Callisto[5]
- Lee Tockar jako Lucid[5]
- Campbell Lane jako Jason Wyngarde / Mastermind[5]
- Teryl Rothery jako Margali Sefton[5]
- Lisa Ann Beley jako Deborah Risman[5], Madame Hydra[8]
- Andrea Libman i Britt Irvin jako X-23[5][8]
- Richard Newman jako Arkady Rossovich / Omega Red[8]
- Kyle Labine jako David Haller / Lucas[8]
- Patricia Drake jako Gabrielle Haller[8]
- Danny McKinnon jako Dorian Leech / Leech[8]
- Jillian Michaels jako pani Leech[8]
- Tabitha St. Germain jako Danielle Moonstar[8]
- Mark Gibbon jako Gauntlet[8]

## Emisja i wydanie
Pierwszy sezon serialu X-Men: Ewolucja zadebiutował 4 listopada 2000 roku w Stanach Zjednoczonych na antenie The WB w paśmie skierowanym do dzieci, Kids’ WB. 12 maja 2001 roku pojawił się ostatni, trzynasty odcinek pierwszego sezonu. Drugi sezon liczył siedemnaście odcinków i emitowany był od 29 września 2001 do 11 maja 2002 roku. Trzynastoodcinkowy trzeci sezon serialu pojawił się pomiędzy 14 września 2002 a 23 sierpnia 2003. Czwarty ostatni sezon, który został skrócony do dziewięciu odcinków zadebiutował 30 sierpnia 2003 roku. Ostatni, pięćdziesiąty drugi odcinek serialu wyemitowano 25 października tego samego roku. W Polsce serial emitowany był na kanale Cartoon Network w bloku programowym Toonami.
W latach 2003–2006 Warner Home Video wydało trzy pierwsze sezony na nośniku DVD. 29 września 2003 roku pojawił się pierwszy sezon na czterech oddzielnie wydanych płytach, zatytułowanych: UnXpected Changes, Xplosive Days, X Marks the Spot oraz Xposing the Truth. Podobnie wydany został drugi sezon: Mutants Rising (23 kwietnia 2003), Powers Revealed (10 lutego 2004), Enemies Unveiled (29 czerwca 2004), Mystique’s Revenge (23 listopada 2004). Natomiast trzeci sezon został wydany w całości 23 maja 2006 roku jako X-Men: Evolution: The Complete Third Season.
Od 12 listopada 2019 roku X-Men: Ewolucja jest jednym z seriali dostępnych na Disney+ w Stanach Zjednoczonych i w innych krajach, gdzie serwis jest dostępny.
W 2002 roku Marvel Comics wydało dziewięcio-zeszytową serię komiksów na podstawie serialu ze scenariuszem Devina Graysona i Jaya Faerbera. Seria ta ostatecznie została skasowana wskutek niskiej sprzedaży.

### Przegląd sezonów
| Sezon | Sezon | Odcinki | Premiera sezonu  | Finał sezonu         | Wydanie DVD                                                       | Tytuł wydania DVD                                                                                             |
| ----- | ----- | ------- | ---------------- | -------------------- | ----------------------------------------------------------------- | --- |
|       | 1     | 13      | 4 listopada 2000 | 12 maja 2001         | 23 września 2003                                                  | UnXpected Changes (odc.1–3) Xplosive Days (odc.4–6) X Marks the Spot (odc.7–9) Xposing the Truth (odc.10–13)  |
|       | 2     | 17      | 29 września 2001 | 11 maja 2002         | 22 kwietnia 2003 10 lutego 2004 29 czerwca 2004 23 listopada 2004 | Mutants Rising (odc.1–4) Powers Revealed (odc.5–8) Enemies Unveiled (odc.9–12) Mystique’s Revenge (odc.13–17) |
|       | 3     | 13      | 14 września 2002 | 23 sierpnia 2003     | 23 maja 2006                                                      | The Complete Third Season                                                                                     |
|       | 4     | 9       | 30 sierpnia 2003 | 25 października 2003 | nie wydany                                                        | nie wydany |

## Lista odcinków

### Sezon 1 (2000–2001)
| №  | Nr | Tytuł                   | Tytuł polski              | Reżyseria        | Scenariusz                     | Premiera (The WB) |
| -- | -- | ----------------------- | ------------------------- | ---------------- | ------------------------------ | ----------------- |
| 1  | 1  | Strategy X              | Strategia X               | Frank Paur       | Bob Forward                    | 4 listopada 2000  |
| 2  | 2  | The X-Impulse           | Impuls X                  | Gary Graham      | Greg Johnson                   | 11 listopada 2000 |
| 3  | 3  | Rogue Recruit           | Ruda                      | Steven E. Gordon | Simon Furman                   | 18 listopada 2000 |
| 4  | 4  | Mutant Crush            | Siła przyjaźni            | Frank Paur       | Katherine Lawrence             | 25 listopada 2000 |
| 5  | 5  | Speed and Spyke         | Kolce kontra szybkość     | Gary Graham      | Bob Forward                    | 9 grudnia 2000    |
| 6  | 6  | Middleverse             | Uwięziony w Międzyświecie | Steven E. Gordon | Adam Beechen                   | 27 stycznia 2001  |
| 7  | 7  | Turn of the Rogue       | Zmiana frontu             | Boyd Kirkland    | Greg Johnson                   | 3 lutego 2001     |
| 8  | 8  | SpykeCam                | Film Spyke’a              | Frank Paur       | Christy Marx, Randy Littlejohn | 10 lutego 2001    |
| 9  | 9  | Survival of the Fittest | Niech przetrwa najlepszy  | Gary Graham      | Pamela Hickey, Dennys McCoy    | 3 marca 2001      |
| 10 | 10 | Shadowed Past           | Mroczna przeszłość        | Steven E. Gordon | Bob Forward                    | 31 marca 2001     |
| 11 | 11 | Grim Reminder           | Powrót do przeszłości     | Frank Paur       | Len Uhley, Greg Johnson        | 14 kwietnia 2001  |
| 12 | 12 | The Cauldron, Part 1    | Ewolucja, część pierwsza  | Gary Graham      | Simon Furman                   | 5 maja 2001       |
| 13 | 13 | The Cauldron, Part 2    | Ewolucja, część druga     | Steven E. Gordon | Greg Johnson                   | 12 maja 2001      |

### Sezon 2 (2001–2002)
| №  | Nr | Tytuł                    | Tytuł polski                   | Reżyseria                                 | Scenariusz                | Premiera (The WB)    |
| -- | -- | ------------------------ | ------------------------------ | ----------------------------------------- | ------------------------- | -------------------- |
| 14 | 1  | Growing Pains            | Ból dorastania                 | Frank Paur                                | Cydne Clark, Steve Granat | 29 września 2001     |
| 15 | 2  | Bada-Bing Bada-Boom      | Tabita Boom Boom               | Steven E. Gordon                          | Greg Johnson              | 6 października 2001  |
| 16 | 3  | Power Surge              | Uderzenie mocy                 | Gary Graham                               | Doug Molitor              | 13 października 2001 |
| 17 | 4  | Fun and Games            | Niebezpieczne gry              | Frank Paur                                | Brian Swenlin             | 20 października 2001 |
| 18 | 5  | The Beast of Bayville    | Bestia z Bayville              | Gary Graham                               | William Forrest Cluverius | 27 października 2001 |
| 19 | 6  | Adrift                   | Zagubieni na morzu             | Steven E. Gordon                          | Greg Johnson              | 3 listopada 2001     |
| 20 | 7  | On Angel’s Wings         | Tajemniczy Anioł               | Frank Paur                                | Boyd Kirkland             | 17 listopada 2001    |
| 21 | 8  | African Storm            | Klątwa Szamana                 | Gary Graham                               | Nick Dubois               | 1 grudnia 2001       |
| 22 | 9  | Joyride                  | Jazda próbna                   | Steven E. Gordon                          | Cydne Clark, Steve Granat | 15 grudnia 2001      |
| 23 | 10 | Walk On The Wild Side    | Kobieca siła                   | Frank Paur                                | Cydne Clark, Steve Granat | 26 stycznia 2002     |
| 24 | 11 | Operation Rebirth        | Operacja: Odrodzenie           | Gary Graham                               | Bob Forward               | 2 lutego 2002        |
| 25 | 12 | Mindbender               | Władca umysłów                 | Steven E. Gordon                          | Bob Forward               | 16 lutego 2002       |
| 26 | 13 | Shadow Dance             | Szkolna zabawa                 | Boyd Kirkland                             | Boyd Kirkland             | 2 marca 2002         |
| 27 | 14 | Retreat                  | W lesie                        | Frank Paur                                | Michael Merton            | 30 marca 2002        |
| 28 | 15 | The HeX Factor           | Tajna broń                     | Gary Graham                               | Cydne Clark, Steve Granat | 20 kwietnia 2002     |
| 29 | 16 | Day of Reckoning, Part 1 | Godzina prawdy, część pierwsza | Gary Graham, Steven E. Gordon, Frank Paur | Cydne Clark, Steve Granat | 11 maja 2002         |
| 30 | 17 | Day of Reckoning, Part 2 | Godzina prawdy, część druga    | Gary Graham, Steven E. Gordon, Frank Paur | Cydne Clark, Steve Granat | 11 maja 2002         |

### Sezon 3 (2002–2003)
| №  | Nr | Tytuł                                 | Tytuł polski                     | Reżyseria   | Scenariusz                 | Premiera (The WB)    |
| -- | -- | ------------------------------------- | -------------------------------- | ----------- | -------------------------- | -------------------- |
| 31 | 1  | Day of Recovery                       | Sezon polowań na Mutanty         | Gary Graham | Cydne Clark, Steve Granat  | 14 września 2002     |
| 32 | 2  | The Stuff of Heroes                   | Robota dla bohaterów             | Curt Geda   | Bob Forward                | 21 września 2002     |
| 33 | 3  | Mainstream                            | Szkoła integracyjna              | Frank Paur  | Michael Merton             | 28 września 2002     |
| 34 | 4  | The Stuff of Villains                 | Niegrzeczni chłopcy              | Gary Graham | Adam Beechen               | 5 października 2002  |
| 35 | 5  | Blind Alley                           | Ślepy zaułek                     | Curt Geda   | Doug Molitor               | 19 października 2002 |
| 36 | 6  | X-Treme Measures                      | Metamorfoza                      | Frank Paur  | Jules Dennis, Greg Johnson | 2 listopada 2002     |
| 37 | 7  | The Toad, the Witch, and the Wardrobe | Todd, Wiedźma i Holoprzymiarka   | Gary Graham | Steve Granat, Cydne Clark  | 9 listopada 2002     |
| 38 | 8  | Self Possessed                        | Opętana                          | Curt Geda   | Greg Johnson               | 16 listopada 2002    |
| 39 | 9  | Under Lock and Key                    | Zamknięty na trzy spusty         | Frank Paur  | Sean Roche                 | 30 listopada 2002    |
| 40 | 10 | X23                                   | X23                              | Curt Geda   | Craig Kyle, Chris Yost     | 2 sierpnia 2003      |
| 41 | 11 | Dark Horizon, Part 1                  | Mroczny horyzont, część pierwsza | Frank Paur  | Craig Kyle, Chris Yost     | 9 sierpnia 2003      |
| 42 | 12 | Dark Horizon, Part 2                  | Mroczny horyzont, część druga    | Gary Graham | Craig Kyle, Chris Yost     | 16 sierpnia 2003     |
| 43 | 13 | Cruise Control                        | Wybuchowy rejs                   | Gary Graham | Steve Granat, Cydne Clark  | 23 sierpnia 2003     |

### Sezon 4 (2003)
| №  | Nr | Tytuł             | Reżyseria   | Scenariusz                   | Premiera (The WB)    |
| -- | -- | ----------------- | ----------- | ---------------------------- | -------------------- |
| 44 | 1  | Impact            | Gary Graham | Greg Johnson                 | 30 sierpnia 2003     |
| 45 | 2  | No Good Deed      | Doug Murphy | William Forrest Cluverius    | 6 września 2003      |
| 46 | 3  | Target X          | Doug Murphy | Craig Kyle, Chris Yost       | 13 września 2003     |
| 47 | 4  | Sins of the Son   | Gary Graham | Marsha Griffin               | 20 września 2003     |
| 48 | 5  | Uprising          | Doug Murphy | Bob Forward                  | 27 września 2003     |
| 49 | 6  | Cajun Spice       | Frank Paur  | Michael Merton, Greg Johnson | 4 października 2003  |
| 50 | 7  | Ghost of a Chance | Gary Graham | Greg Johnson                 | 11 października 2003 |
| 51 | 8  | Ascension, Part 1 | Doug Murphy | Greg Johnson                 | 18 października 2003 |
| 52 | 9  | Ascension, Part 2 | Frank Paur  | Greg Johnson                 | 25 października 2003 |

## Produkcja
W styczniu 2000 roku pojawiła się informacja, że przygotowywany jest serial animowany o X-Menach dla stacji The WB w ich paśmie dla dzieci Kids’ WB. W marcu ujawniono, że nad serialem będą pracować Robert Skir, Marty Isenberg i Boyd Kirkland oraz studio Film Roman. W kwietniu oficjalnie poinformowano, że stacja zamówiła pierwszy sezon serialu zatytułowanego X-Men Evolution. Marvel Studios i Film Roman wyprodukują serial, Avi Arad i Rick Ungar zostali jego producentami wykonawczymi, a Bob Forward będzie głównym scenarzystą. Kirkland został showrunnerem serialu i producentem. John Bush, John Hyde i Stan Lee pełnili również role producentów wykonawczych. W maju Forward ujawnił, że pierwszy sezon, składający się z trzynastu odcinków, zadebiutuje jesienią tego samego roku. Muzykę do produkcji skomponował William Kevin Anderson.
W sierpniu poinformowano, że w serialu głosów użyczą: Kirby Morrow jako Cyclops, Venus Terzo jako Jean Grey, Brad Swaile jako Nightcrawler, Megan Black jako Rogue, Neil Denis jako Spyke, Scott McNeil jako Wolverine, David Kaye jako Profesor Xavier, Kristen Williamson jako Storm, Michael Dobson jako Blob, Richard Ian Cox jako Quciksilver, Christopher Grey jako Avalanche, Noel Fisher jako Toad, Colleen Wheeler jako Mystique, Christopher Judge jako Magneto i Michael Donovan jako Sabretooth. Nagrania aktorów odbyły się latem w Vancouver, a reżyserował je Karl Willem.
Pasmo Kids’ WB dla dzieci było nastawione na konkretną grupę demograficzną, przez co adaptacja komiksu musiała przejść pewne zmiany. Stonowano podejście do przemocy, aby dostosować do obowiązujących przepisów prawnych dotyczących programów telewizyjnych dla dzieci. Aby nawiązać kontakt z młodszą publicznością, wiek wielu postaci został zredukowany z młodych dorosłych do nastolatków; skupiono się na uczniach, a nie na dorosłych ludziach. W przeciwieństwie do komiksów, w serialu edukacja mutantów nie odbywała się w szkole Xaviera, ale w pobliskiej szkole publicznej. Kilka postaci stworzonych na potrzeby serialu weszło później do kanonu komiksów. Były to między innymi Evan Daniels / Spyke (siostrzeniec Storm) oraz X-23. Kirkland, Steve Gordon i Frank Paur zaprojektowali większość postaci.
W trakcie produkcji serialu nie było wiadomo, kiedy stacja zamówi kolejny sezon. Decyzje były podejmowane na ostatnią chwilę, co utrudniało producentom planowanie kolejnych sezonów z dużym wyprzedzeniem i opowiadanie satysfakcjonującej historii. W marcu 2001 roku serial został przedłużony o drugi sezon, który został wydłużony do siedemnastu odcinków. W lutym 2002 roku stacja zamówiła trzeci, trzynastoodcinkowy, sezon, a rok później – czwarty – skrócony do 9 odcinków. W styczniu 2004 roku poinformowano, że The WB zdecydowało się zakończyć serial po czterech sezonach.
Scenariusz do odcinków wspólnie z Forwardem i Kirklandem napisali: Greg Johnson, Simon Furman, Katherine Lawrence, Adam Beechen, Christy Marx, Randy Littlejohn, Pamela Hickey, Dennys McCoy, Len Uhley, Cydne Clark, Steven Granat, Doug Molitor, Brian Swenlin, William Forrest Cluverius, Nick Dubois, Michael Merton, Jules Dennis, Sean Roche i Marsha Griffin.

## Odbiór

### Krytyka w mediach
Serial spotkał się z przeważnie pozytywną reakcją krytyków. W serwisie Rotten Tomatoes 71% z 7 recenzji pierwszego sezonu uznano za pozytywne, a średnia ocen wystawionych na ich podstawie wyniosła 4,7/10.
Pete Imbesi z CBR.com ocenił, że to, „co odróżnia X-Men: Ewolucja od wszystkich innych animowanych adaptacji X-Men do tej pory, to skupienie się przede wszystkim na rozwoju postaci i relacjach. Historia X-Men sprawia, że łatwo zapomnieć, że korzenie serii opierają się na dramacie nastolatków, dynamice postaci i czuciu się jak outsider”. Ewan Paterson z What Culture stwierdził, że serial „może nie zdobył takiej samej ilości nagród, jak jego starszy odpowiednik (i może nie ma równie dobrej czołówki), ale jest to zdecydowanie jeden z najlepszych seriali na podstawie komiksów tej epoki”. Phillip Stephens z serwisu Pajiba napisał, że X-Men: Ewolucja „Nie jest to świetny serial, ale dobry i dostarcza mnóstwo zabawy dla wielbicieli X-Menów”. James Hunt z Den of Geek ocenił, że „Niektóre z jego pomysłów były całkiem dobre (...) Niestety, scenariusz na początku nie był do końca trafiony i poprawiał się trochę zbyt wolno, aby przekonać pasjonatów zniechęconych lekceważeniem materiału źródłowego”. Ken Tucker z „Entertainment Weekly” stwierdził, że X-Men: Ewolucja „oferuje słabo narysowane i napisane przygody komiksowych mutantów”.

### Nagrody i nominacje
| Rok  | Ceremonia           | Kategoria                                                                             | Nominowani                                                                         | Rezultat  | Przypis      |
| ---- | ------------------- | ------------------------------------------------------------------------------------- | ---------------------------------------------------------------------------------- | --------- | ------------ |
| 2001 | Daytime Emmy Awards | Najlepsze miksownie dźwięku                                                           | Tom Maydeck, Robert Hargreaves                                                     | Wygrana   | [ 3 ]        |
| 2001 | Daytime Emmy Awards | Najlepsza edycja dźwięku                                                              | Robert Hargreaves, Giovanni Moscardino                                             | Nominacja | [ 3 ]        |
| 2001 | Annie Awards        | Najlepsze indywidualne osiągnięcie: scenografia w animowanej produkcji telewizyjnej   | Steven E. Gordon                                                                   | Nominacja | [ 31 ]       |
| 2001 | Annie Awards        | Najlepsze indywidualne osiągnięcie: storyboarding w animowanej produkcji telewizyjnej | Frank Paur za odcinek „Strategy X”                                                 | Nominacja | [ 31 ]       |
| 2002 | Daytime Emmy Awards | Najlepsza animacja                                                                    | Eric Semones                                                                       | Wygrana   | [ 32 ]       |
| 2002 | Golden Reel Awards  | Najlepszy montaż dźwięku w serialu animowanym                                         | Robert Hargreaves, George Brooks, Giovanni Moscardino za odcinek „Adrift”          | Nominacja | [ 33 ]       |
| 2003 | Daytime Emmy Awards | Najlepsza edycja dźwięku                                                              | Robert Hargreaves, George Brooks, Giovanni Moscardino                              | Wygrana   | [ 34 ] [ 3 ] |
| 2003 | Golden Reel Awards  | Najlepszy montaż dźwięku w serialu animowanym                                         | Robert Hargreaves, George Brooks, Giovanni Moscardino za odcinek „Day of Recovery” | Nominacja | [ 35 ]       |